# Gerald Edmund Boyle
Gerald Edmund Boyle (20 giugno 1840 – 28 dicembre 1927) è stato un militare irlandese.

## Biografia
Era il figlio di Lord John Boyle (terzogenito di Edmund Boyle, VIII conte di Cork) e di sua moglie, Cecilia FitzGerald-de Ros.

## Carriera militare
Ha guadagnato il grado di colonnello al servizio della Rifle Brigade.

## Matrimonio
Sposò, il 23 luglio 1864, Lady Elizabeth Theresa Pepys (-20 gennaio 1897), figlia di Charles Christopher Pepys, I conte di Cottenham, e di Caroline Elizabeth Wingfield-Baker. Ebbero otto figli:
- Lady Georgiana Cecilia Boyle (?-16 aprile 1952), sposò Matthew Corbally, non ebbero figli;
- Lady Theresa Selina Boyle (?-29 giugno 1956), sposò Arthur Stewart Herbert, non ebbero figli;
- Lord Arthur Gerald Boyle (26 luglio 1865-30 giugno 1912), sposò Elizabeth Evelyn Pulteney, non ebbero figli;
- Lady Caroline Elizabeth Boyle (1870-4 dicembre 1958), sposò Charles Drummond, ebbero tre figli;
- William Boyle, XII conte di Cork (30 novembre 1873-19 aprile 1967);
- Lady Evelyn Blanche Boyle (30 novembre 1873-29 giugno 1898);
- Lord John Frederick Boyle (4 luglio 1875-18 ottobre 1955), sposò Frances Barndon, non ebbero figli;
- Lord Reginald Courtenay Boyle (22 novembre 1877-16 febbraio 1946), sposò Violet Flower, ebbero tre figli.

Sposò, l'8 giugno 1898, Hermione Houghton, figlia di John Houghton. Ebbero una figlia:
- Lady Geraldine Lilian Boyle (1899-1993)

## Morte
Morì il 28 dicembre 1927, all'età di 87 anni.

## Ascendenza
|                                                     |                                          |                                             | Genitori                                |  |  | Nonni |  |  | Bisnonni                           |  |  | Trisnonni                       |  |
|                                                     |                                          |                                             |                                         |  |  |       |  |  | 8. Edmund Boyle, VII conte di Cork |  |  | 16. John Boyle, V conte di Cork |  |
|                                                     |                                          |                                             |                                         |  |  |       |  |  | 8. Edmund Boyle, VII conte di Cork |  |  | 16. John Boyle, V conte di Cork |  |
|                                                     |                                          | 17. Margaret Hamilton                       |                                         |  |  |       |  |  | 8. Edmund Boyle, VII conte di Cork |  |  |                                 |  |
| 4. Edmund Boyle, VIII conte di Cork                 |                                          |                                             |                                         |  |  |       |  |  | 8. Edmund Boyle, VII conte di Cork |  |  |                                 |  |
|                                                     |                                          | 9. Anne Courtenay                           | 18. Kelland Courtenay                   |  |  |       |  |  |                                    |  |  |                                 |  |
|                                                     |                                          | 9. Anne Courtenay                           | 18. Kelland Courtenay                   |  |  |       |  |  |                                    |  |  |                                 |  |
|                                                     |                                          | 9. Anne Courtenay                           | 19. Elizabeth Montagu                   |  |  |       |  |  |                                    |  |  |                                 |  |
| 2. John Boyle                                       |                                          | 9. Anne Courtenay                           |                                         |  |  |       |  |  |                                    |  |  |                                 |  |
|                                                     |                                          | 10. William Poyntz                          | 20. Stephen Poyntz                      |  |  |       |  |  |                                    |  |  |                                 |  |
|                                                     |                                          | 10. William Poyntz                          | 20. Stephen Poyntz                      |  |  |       |  |  |                                    |  |  |                                 |  |
|                                                     |                                          | 10. William Poyntz                          | 21. Anne Maria Mordaunt                 |  |  |       |  |  |                                    |  |  |                                 |  |
| 5. Isabella Henrietta Poyntz                        |                                          | 10. William Poyntz                          |                                         |  |  |       |  |  |                                    |  |  |                                 |  |
|                                                     |                                          | 11. Isabella Courtenay                      | 22. Kelland Courtenay (= 18.)           |  |  |       |  |  |                                    |  |  |                                 |  |
|                                                     |                                          | 11. Isabella Courtenay                      | 22. Kelland Courtenay (= 18.)           |  |  |       |  |  |                                    |  |  |                                 |  |
|                                                     |                                          | 11. Isabella Courtenay                      | 23. Elizabeth Montagu (= 19.)           |  |  |       |  |  |                                    |  |  |                                 |  |
| 1. Gerald Edmund Boyle                              |                                          | 11. Isabella Courtenay                      |                                         |  |  |       |  |  |                                    |  |  |                                 |  |
|                                                     | 12. James FitzGerald, I duca di Leinster | 24. Robert FitzGerald, XIX conte di Kildare |                                         |  |  |       |  |  |                                    |  |  |                                 |  |
|                                                     | 12. James FitzGerald, I duca di Leinster | 24. Robert FitzGerald, XIX conte di Kildare |                                         |  |  |       |  |  |                                    |  |  |                                 |  |
|                                                     | 12. James FitzGerald, I duca di Leinster | 25. Mary O'Brien                            |                                         |  |  |       |  |  |                                    |  |  |                                 |  |
| 6. Henry FitzGerald                                 | 12. James FitzGerald, I duca di Leinster |                                             |                                         |  |  |       |  |  |                                    |  |  |                                 |  |
|                                                     |                                          | 13. Emily Lennox                            | 26. Charles Lennox, II duca di Richmond |  |  |       |  |  |                                    |  |  |                                 |  |
|                                                     |                                          | 13. Emily Lennox                            | 26. Charles Lennox, II duca di Richmond |  |  |       |  |  |                                    |  |  |                                 |  |
|                                                     |                                          | 13. Emily Lennox                            | 27. Sarah Cadogan                       |  |  |       |  |  |                                    |  |  |                                 |  |
| 3. Cecilia FitzGerald-de Ros                        |                                          | 13. Emily Lennox                            |                                         |  |  |       |  |  |                                    |  |  |                                 |  |
|                                                     |                                          | 14. Robert Boyle-Walsingham                 | 28. Henry Boyle, I conte di Shannon     |  |  |       |  |  |                                    |  |  |                                 |  |
|                                                     |                                          | 14. Robert Boyle-Walsingham                 | 28. Henry Boyle, I conte di Shannon     |  |  |       |  |  |                                    |  |  |                                 |  |
|                                                     |                                          | 14. Robert Boyle-Walsingham                 | 29. Henrietta Boyle                     |  |  |       |  |  |                                    |  |  |                                 |  |
| 7. Charlotte Boyle-Walsingham, XXI baronessa de Ros |                                          | 14. Robert Boyle-Walsingham                 |                                         |  |  |       |  |  |                                    |  |  |                                 |  |
|                                                     |                                          | 15. Charlotte Hanbury-Williams              | 30. Charles Hanbury Williams            |  |  |       |  |  |                                    |  |  |                                 |  |
|                                                     |                                          | 15. Charlotte Hanbury-Williams              | 30. Charles Hanbury Williams            |  |  |       |  |  |                                    |  |  |                                 |  |
|                                                     |                                          | 15. Charlotte Hanbury-Williams              | 31. Frances Coningsby                   |  |  |       |  |  |                                    |  |  |                                 |  |
|                                                     |                                          | 15. Charlotte Hanbury-Williams              |                                         |  |  |       |  |  |                                    |  |  |                                 |  |